# Hipposideros kingstonae
Hipposideros kingstonae (Wongwaiyut, Karapan, Saekong, Francis, Guillén-Servent, Senawi, Anwarali Khan, Bates, Jantarit & Soisook, 2023) è un pipistrello della famiglia degli Ipposideridi diffuso nell'Asia sud-orientale.

## Descrizione

### Dimensioni
Pipistrello di piccole dimensioni, con la lunghezza della testa e del corpo tra 35,3 e 42,6 mm, la lunghezza dell'avambraccio tra 39,5 e 40,3 mm, la lunghezza della coda tra 21,5 e 30 mm, la lunghezza del piede tra 5 e 7,1 mm, la lunghezza delle orecchie tra 14 e 18,7 mm e un peso fino a 7 g.

### Aspetto
Le parti dorsali sono marroni scure con la base dei peli bianco-crema. Le parti ventrali variano dal bruno-arancione al marrone scuro, con la base dei peli più chiara. Le orecchie sono rotonde con l'estremità appuntita e dei corti peli brunastri lungo i margini interni. La foglia nasale è priva di fogliette laterali supplementari. Il suo bordo anteriore ha una forma angolata ed è separato nel mezzo da un solco profondo. il setto nasale è grande, arrotondato e distintamente rigonfio dal centro alla punta. La foglietta intermedia è relativamente larga e cosparsa di peli. I maschi hanno una sacca frontale ben definita dietro la foglietta posteriore. La coda è più corta della testa e del corpo e si estende leggermente oltre l'ampio uropatagio. L'osso penico è molto corto. Il primo premolare superiore è molto piccolo e situato completamente fuori la linea alveolare.

## Ecolocazione
Emette ultrasuoni ad alto ciclo di lavoro sotto forma di impulsi a frequenza costante di 141,0-143,4 kHz. 

## Biologia

### Comportamento
Si rifugia probabilmente nelle grotte calcaree.

### Alimentazione
Si nutre di insetti catturati nel sottobosco forestale.

## Distribuzione e habitat
Questa specie è diffusa nella Thailandia peninsulare, Malacca e nello stato malese di Sabah, nel Borneo. Probabilmente è presente anche sull'isola filippina di Palawan.

## Conservazione
Questa specie, essendo stata scoperta solo recentemente, non è stata sottoposta ancora a nessun criterio di conservazione.